# Puchar Świata w Kolarstwie Szosowym 1993
Puchar Świata w kolarstwie szosowym w sezonie 1993 to piąta edycja tej imprezy. Organizowany przez UCI, obejmował jedenaście wyścigów, z których wszystkie odbyły się w Europie. Pierwszy wyścig – Mediolan-San Remo – odbył się 20 marca, a ostatni – Grand Prix des Nations – 16 października.
Trofeum sprzed roku bronił Niemiec Olaf Ludwig. Tym razem w klasyfikacji generalnej zwyciężył Włoch Maurizio Fondriest (po raz drugi w karierze). Najlepszym teamem okazał się włoski GB-MG Maglificio.

## Kalendarz
| Data  | Wyścig                   | Zwycięzca               | Drugi              | Trzeci               |
| ----- | ------------------------ | ----------------------- | ------------------ | -------------------- |
| 20.03 | Mediolan-San Remo        | Maurizio Fondriest      | Luca Gelfi         | Maximilian Sciandri  |
| 04.04 | Ronde van Vlaanderen     | Johan Museeuw           | Frans Maassen      | Dario Bottaro        |
| 11.04 | Paryż-Roubaix            | Gilbert Duclos-Lassalle | Franco Ballerini   | Olaf Ludwig          |
| 18.04 | Liège-Bastogne-Liège     | Rolf Sørensen           | Tony Rominger      | Maurizio Fondriest   |
| 24.04 | Amstel Gold Race         | Rolf Järmann            | Gianni Bugno       | Jens Heppner         |
| 07.08 | Clásica de San Sebastián | Claudio Chiappucci      | Gianni Faresin     | Alberto Volpi        |
| 15.08 | Wincanton Classic        | Alberto Volpi           | Jesper Skibby      | Maurizio Fondriest   |
| 22.08 | Mistrzostwa Zurychu      | Maurizio Fondriest      | Charly Mottet      | Bruno Cenghialta     |
| 03.10 | Paryż-Tours              | Johan Museeuw           | Maurizio Fondriest | Ołeksandr Honczenkow |
| 09.10 | Giro di Lombardia        | Pascal Richard          | Laurent Dufaux     | Fabrizio Bontempi    |
| 16.10 | Grand Prix des Nations   | Armand de Las Cuevas    | Stephen Hodge      | Eddy Seigneur        |

## Klasyfikacja indywidualna
| Lp. | Zawodnik            | Team                  | Punkty |
| --- | ------------------- | --------------------- | ------ |
| 1.  | Maurizio Fondriest  | Lampre – Polti        | 287    |
| 2.  | Johan Museeuw       | GB – MG Maglificio    | 172    |
| 3.  | Maximilian Sciandri | Motorola              | 114    |
| 4.  | Alberto Volpi       | Mecair – Ballan       | 100    |
| 4.  | Claudio Chiappucci  | Carrera               | 100    |
| 6.  | Giorgio Furlan      | Chazal-Vetta-MBK      | 75     |
| 7.  | Franco Ballerini    | GB – MG Maglificio    | 73     |
| 8.  | Rolf Sørensen       | Carrera               | 68     |
| 9.  | Adrie van der Poel  | Mercatone Uno         | 52     |
| 10. | Jens Heppner        | Telekom – Eddy Merckx | 51     |

## Klasyfikacja drużynowa
| Lp. | Team             | Punkty |
| --- | ---------------- | ------ |
| 1.  | GB-MG Maglificio | 75     |
| 2.  | Novemail-Histor  | 66     |
| 3.  | TVM-Bison Kit    | 45     |
| 4.  | Motorola         | 39     |
| 5.  | Lampre-Polti     | 32     |